# Moi et mon ange gardien
Moi et mon ange gardien (まもって守護月天!, Mamotte Shugogetten!) est un manga de Minene Sakurano adapté en anime grâce à la production Toei Animation. Un OAV Denshin Mamotte Shugogetten! été réalisé en 2000. Le manga a été publié en français par les éditions Akiko, mais stoppé en cours (4/6)

## Synopsis
Tasuke Shichiri est un jeune collégien qui vit seul chez lui. Sa seule famille est son père qui mène une vie d'aventurier archéologue en Chine, mais qui donne de ses nouvelles par lettre et lui envoie régulièrement des objets résultant de ses recherches. 
Un jour, son père lui envoie un talisman magique appelée le Shintenrin, et il est dit que si un cœur pur regarde au travers, le ciel lui enverra une protection... protection qui n'est autre que la charmante Shaolin, l'Ange Gardien de la Lune, qui le reconnaît comme étant son maître. Tasuke aurait pu être enchanté de l'arrivée de Shaolin dans sa maison pour égayer son quotidien mais sa nouvelle vie tourne vite au cauchemar. 
Selon une tradition ancestrale, Shaolin a pour mission de protéger son maître contre d'éventuels ennemis et peut faire appel à des nombreux pouvoirs magiques. Cependant, enfermée dans son talisman depuis des siècles, elle n'a aucune idée du monde moderne et elle a toujours ses réflexes datant du Moyen Âge !
Et quand Tasuke commence à maîtriser la situation, tout se complique avec l'arrivée d'une seconde amulette. Cette fois-ci, la personne qui surgit de l'item est l'Ange Gardien du Soleil, Luan et adversaire naturelle de Shaolin ! Elle aussi reconnaît Tasuke comme son maître et provoque de nouvelles catastrophes ! 
À Tasuke d'apaiser les deux anges... tout en essayant de faire progresser l'amour naissant qu'il éprouve pour l'adorable Shaolin !

## Personnages
Tasuke Shichiri (七梨太助, Shichiri Tasuke)
Tasuke est le personnage principal ; fils d'un archéologue voyageant dans le monde entier, il vit seul au début de l'histoire, ce qui le plonge dans la tristesse. Il est beau et intelligent ce qui lui vaut une certaine popularité auprès des filles son collège. Tasuke a eu le béguin pour Shaolin juste après leur première rencontre et ses sentiments pour elle vont par la suite se développer... pour devenir l'intrigue du manga !
Shôko Yamanobe
Jeune fille un peu marginale, Shôko menait une vie de "rebelle" en chapardant dans les magasins jusqu'à ce qu'elle ne rencontre Shaolin, avec qui elle se lie d'amitié. Aimant rire, mais sachant se taire quand besoin est, elle essaie toujours de faire en sorte que l'histoire d'amour entre Tasuke et Shaolin réussisse, même si pour cela, elle doit inventer les pire bêtises, comme faire croire à Shaolin que tout perdant au tennis est jeté du haut d'une falaise.
Izumo Miyauchi
Prêtre shinto, Izumo est le prétendant de Shaolin, qui l'aime bien. Il a souvent les idées mal placées, et la plupart des personnages de l'histoire le détestent (sauf ses fangirls, Shaolin et la petite Rishu par naïveté). Il a un curieux tic, qui consiste en relever sa frange d'un revers de main.
Koichiro Endô, Takashi Nomura et Kaori Aihara
Koichiro, un mignon garçon blond à lunettes ; Takashi, un excentrique notoire et un des rivaux de cœur de Tasuke ; et Kaori, dont Tasuke est le senpai, sont les principaux camarades de classe de Tasuke.
Koichiro est très petit, et fou amoureux de sa "Mademoiselle Luan". Il a beaucoup de volonté, et fait ses preuves lors de la pièce de théâtre sur Kaguya-hime, où, lui jouant le prince et Luan la princesse, espère bien changer le cours de l'histoire en étant si convaincant que la princesse de la Lune veuille rester avec lui (alors que dans le conte, la princesse s'en va malgré son amour).
Takashi, lui, n'est pas si romantique. Allié à Kaori, qui est folle de Tasuke, il invente des stratagèmes de plus en plus machiavéliques pour séparer Tasuke et Shao - qui échouent toujours misérablement.

## Les anges gardiens
Shaolin Shugogetten, dite "Shao" (守護月天 小璘, Shugogetten Shaorin)
Shaolin est un ange gardien de la Lune, dont le but est de protéger son maître. Douce, compréhensive, elle porte des habits traditionnels. Comme elle est restée plus d'une centaine d'années enfermée dans l'amulette qui la contient, le Shintenrin, avant que Tasuke ne devienne son nouveau maître, elle ne connaît pas le monde humain d'aujourd'hui. Son pouvoir est d'invoquer différents assistants appelés hoshigami (星神, littéralement, « dieux des étoiles »).
Son amulette, le Shintenrin, est un miroir hexagonal ciselé d'arabesques simples.
Ruuan Keikônitten
Luan (dans le manga VF) est un esprit du Soleil. Gourmande, hyperactive, son but est de rendre son maître heureux, ce qui signifie que tout lui est permis, ou presque. Au contraire de la naïve Shaolin, Luan ne perd pas le Nord, et s'adapte très vite à son nouvel univers ; elle est d'ailleurs sa rivale depuis toujours. Persuadée que déniaiser son "Maître Ta" le rendra heureux, elle sait tout de même être sérieuse quand les circonstances l'y obligent.
Son amulette, le Kokutentô, est un long tube de bois orné de gravures symétriques.
Kiryuu Bannan Shitten
Kiryuu est un esprit de la Terre, qui a pour objectif de rendre son maître plus fort, en lui faisant faire face à toutes sortes de défis tous plus dangereux les uns que les autres. Son pouvoir est d'agrandir ou de réduire les objets, ce qui lui permet de créer des obstacles, entre autres.
À cause de sa tâche, ses maîtres la haïssaient souvent, et la jeune fille au regard sombre garde une certaine amertume, que Tasuke va tenter d'effacer en lui demandant de lui opposer des obstacles de son propre gré !
Son amulette est le Tantensen, un éventail bordé de fourrure blanche.

## Les divinités stellaires
Shaolin, en tant qu'ange gardien, possède le pouvoir d'invoquer de petites créatures aux différents pouvoirs afin de l'aider à protéger son maître. Ces petits êtres apportent la touche "kawaii" et magique au manga, dont Rishu et Kohon sont presque les mascottes.
Ken'en - Petit dragon vert, quand il est appelé par Shaolin, il peut transporter des gens sur son dos en volant. C'est celui qui ressemble plus à un animal de compagnie, vu qu'il ne parle pas et n'a pas tellement d'importance dans le déroulement de l'histoire.
Les troupes de l'Ourim - Constituées de 45 petits êtres, les troupes de l'Ourim sont spécialisées dans la construction ou destruction des bâtiments... ce qui est fort pratique quand Luan use trop de son pouvoir.
Rishu - Minuscule petite fille aux cheveux roses, Rishu est tout bonnement adorable, d'ailleurs, l'auteur marque un soin tout particulier, lorsqu'elle la dessine. Elle peut communiquer par la pensée avec Shaolin. Comme elle est muette, elle communique en dessinant, et se prend d'affection pour Izumo, qui est la première, et seule personne, à jouer avec elle.
Kohon - Kohon accompagne souvent Rishu, même si son pouvoir est d'être "expert en jeux de balles". Comme il sait parler, il lui sert surtout d'interprète, et de guide, car il comprend certaines choses que même Shaolin ne saisit pas... comme l'amour, par exemple.
Koka - Koka est une espèce de petit pingouin, qui peut garder un nombre incalculable de choses dans son estomac. Il apparaît peu, mais est très aimé par Shôko !
Hachikoku - Armé de ses deux farouches baguettes, la tâche d'Hachikoku consiste en ramener des ingrédients et à les cuisiner. Chef très doué, il est le compagnon de cuisine japonaise naturellement, de Shaolin quand elle se met derrière les fourneaux.
Les Hokutoshichiseis - Les Hokutoshichiseis sont des divinités de combat extrêmement dangereuses, au nombre de sept : Tonrô, Komon, Rokuson, Mongoku, Renchô, Mugoku et Hagun. chacune armée et vêtue de façon différente, elles sont de sortie quand Shaolin est très en colère.
Les Jogyos - Toutes les filles rêveraient de posséder ces deux charmantes jeune femmes miniatures, dont le pouvoir est de créer ou transformer n'importe quel vêtement autour du corps de Shaolin.
Gunnamon - Gros guerrier, Gunnamon est le plus grand de toutes les divinités stellaires (ce qui n'est pas très difficile vu qu'elles sont toutes minuscules). C'est un garde d'une force extraordinaire et tellement effrayant que personne n'ose s'en approcher, même s'il cache un gros cœur tendre et larmoyant !
Les Setsuis - Ils n'apparaissent qu'une fois dans la série - pour l'instant du moins. Ils sont capables d'immobiliser n'importe qui, car ils sont extrêmement lourds.
Ten'in - Créature entre le cerf et le Ponyta, Ten'in est une farouche divinité capable de poursuivre ses proies par le flair comme n'importe quel chien de chasse.
Nankyoku Jyusei - Nankyoku Jyusei est une divinité stellaire ayant l'apparence d'un vieillard de très petite taille. Contrairement aux autres divinités stellaires, son but ne semble pas d'aider l'ange gardien Shaolin à protéger son maître, mais à la surveiller, et à veiller à ce qu'elle ne transgresse pas la loi ancestrale des anges gardiens : faire son travail et rien d'autre.